# 미녀와 야수 (2017년 영화)
《미녀와 야수》(영어: Beauty and the Beast)는 2017년 개봉한 미국의 로맨틱 판타지 뮤지컬 영화이다. 1991년 동명 애니메이션 영화의 실사 뮤지컬 작품이다.

## 줄거리
똑똑하고 아름다운 ‘벨(엠마 왓슨)’은 아버지와 살고 있는 작은 마을에서 벗어나 운명적인 사랑과 모험을 꿈꾼다.
어느 날 행방불명된 아버지를 찾아 폐허가 된 성에 도착한 벨은 저주에 걸린 ‘야수’(댄 스티븐스)를 만나 아버지 대신 성에 갇히고, 야수 뿐 아니라 성 안의 모든 이들이 신비로운 장미의 마지막 꽃잎이 떨어지기 전에 저주를 풀지 못하면 영원히 인간으로 돌아올 수 없는 운명임을 알게 된다.
성에서 도망치려던 벨은 위험한 상황에서 자신을 보호해 준 야수의 진심을 알게 되면서 차츰 마음을 열어가기 시작한다.

### 차이점
- 이 전 미녀와 야수 작품들과 다른 점으로 벨은 발명가인 아버지를 돕는 역할로 표현되어왔지만, 이번 영화에선 당나귀와 술통을 이용해 세탁기를 개발하는 발명가 역할로 나온다는 것이다

- 원작에서는 11세에 저주가 걸려 10년 후인 21세라는 명확한 기준이 있었지만, '꽃잎이 떨어질 때까지'라는 설정으로 바뀌었다.

## 출연진
- 엠마 왓슨 - 벨 역
- 댄 스티븐스 - 왕자 / 야수 역
- 루크 에번스 - 개스톤 역
- 케빈 클라인 - 모리스 역
- 조시 개드 - 르푸 역
- 이완 맥그리거 - 르미에 역
- 스탠리 투치 - 마에스트로 카덴자 역
- 이언 매켈런 - 콕스워스 역
- 엠마 톰슨 - 팟츠 부인 역
- 오드라 맥도널드 - 마담 드 가르데로베 (옷장 부인) 역
- 구구 음바타로 - 플루메트 역
- 네이선 맥 - 칩 역
- 해티 모라핸 - 아가타 역

## 한국판 성우진
- 김서영 - 벨(엠마 왓슨)
  - 이지혜 - 노래
- 황만익 - 왕자/야수(댄 스티븐스)
  - 김세현 - 아역
- 위훈 - 게스톤(루크 에번스)
- 황두현 - 르푸(조시 개드)
- 류수화 - 미세스 팟(엠마 톰슨)
- 이정열 - 르미에(이완 맥그리거)
- 온영삼 - 콕스워스(이언 매켈런)
  - 이재호 - 노래
- 정영주 - 플루메트(구구 음바타로)
- 임규성 - 칩(네이션 맥)
- 신영숙 - 옷장(오드라 맥도널드)
- 송준석 - 카덴자(스탠리 투치)
- 송용태 - 모리스(벨의 아버지)(케빈 클라인)
- 이선영 - 아가타(해티 모라핸)
- 홍진욱 - 장 아저씨(미세스 팟의 남편, 칩의 아버지)(제라드 호런)
- 오인실 - 벨의 엄마(조 레이니)
- 정현경 - 클로틸데(헤이든 귄)
- 백승철 - 로베르 신부(레이 피어론)
- 박상훈 - 마을 사람(마이클 집슨)
- 최재익 - 교장 선생(크리스 앤드류 멜론)
- 홍수정 - 마을 사람(린 윌모트)
- 한복현 - 아르크 박사(정신병원 원장)(애드리언 쉴러)
- 조경이 - 여자 아이(스카이 데그루톨라)
- 기타출연 - 염혜정, 배문주, 정준, 도승은, 고은, 최은실, 제나, 이준용, 김준오, 박상준, 김재우, 김철한, 조계영, 박병구

## 제공
- 수입/배급 : 월트디즈니컴퍼니코리아 유한책임회사
- 제작 : 월트 디즈니 픽처스/맨데빌 필름스

## 관련 도서
- 미녀와 야수 오리지널(빌레느브 부인 版)(돌도래 刊)
- 미녀와 야수 어브리지드(보몽 부인 版)(돌도래 刊)